# Hyperolius rubrovermiculatus
Hyperolius rubrovermiculatus là một loài ếch thuộc họ Hyperoliidae.
Đây là loài đặc hữu của Kenya.
Môi trường sống tự nhiên của chúng là rừng khô nhiệt đới hoặc cận nhiệt đới, xavan ẩm, đầm nước, đầm nước ngọt có nước theo mùa, vườn nông thôn, và rừng trước đây suy thoái nghiêm trọng.
Chúng hiện đang bị đe dọa vì mất môi trường sống.